# Doñihue
Doñihue es una comuna de la zona central de Chile, ubicada en la región del Libertador General Bernardo O'Higgins, específicamente al nororiente del río Cachapoal, en la provincia del mismo nombre.

## Etimología
La etimología de Doñihue es seguramente el mapudungun "lugar (afijo -we) donde hay arvejilla (doñü o Vicia nigricans)" y no la etimología popular "lugar de cejas" (düñiñ + we).

## Historia
Se ubica en la provincia Cachapoal en la sexta Región de Chile. Cuenta con una superficie de 88 km². y 20 887 habitantes. Cuenta con dos grandes centros urbanos: Doñihue y Lo Miranda, destacando los sectores de: Camarico, Rinconada de Doñihue, Plazuela, California y Cerrillos.
A partir de la ocupación Inca, a fines del siglo XV y principio del siglo XVI, estas tierras fueron utilizadas como granero y centro de aprovisionamiento del curaca de Copequén, todo esto en la frontera sur del imperio. Debió recibir de los Incas un fuerte influjo y así lo demuestran sus antiguos caminos de trazado curvos. Además aparecen registros de que Doñihue y Lo Miranda, antes de la llegada de los Incas, estarían habitadas por los aborígenes promaucaes, chiquillanes, existiendo una especie de asociación de artesanos y gobernantes indígenas que construyeron un puente colgante de cuerda y mimbre en el río Cachapoal entre los poblados indígenas de “Kuinco”, actualmente Coínco y Doñihue.
La existencia de centros religiosos prehispánicos, entre los que destacan el santuario incaico del cerro Tren-Tren, donde fueron hallados los restos de cuatro niños junto a varias ofrendas, son vestigios arqueológicos encontrados en el cerro de influencias mixtas mapuches-incásicas en el año 1988, que revelan el ya acelerado ritmo de aquellos remotos años.
Ya a comienzos del siglo XVII, el territorio fue parte de las pretensiones entre encomenderos, a su vez que las poblaciones indígenas presentan un desacelerado descenso.
Destacan personajes como Pedro de Miranda y Rueda, que en el 1577 recibe a su cargo la encomienda de Copequén y que incluiría al actual Lo Miranda.
Otro hombre importante que figura entre los encomenderos que llegaron a la región en la época, es el de Juan de las Cuevas de Bustillos y Terán.
En 1818, con la reciente independencia de Chile, se elegía el nuevo cabildo con las nuevas autoridades patriotas en los pueblos de la zona, con sus ocho divisiones o parroquias: estas eran Rancagua, Doñihue, Coltauco, Peumo, Alhué, San Pedro, Maipú y Codegua.
En la segunda mitad del siglo XIX, con el desarrollo de actividades productivas y el mejoramiento de las comunicaciones, Doñihue se convierte en un nuevo abastecedor de productos, esta vez desde Rancagua a los poblados del interior, siguiendo la línea del Cachapoal.
Fue en 1872 cuando los habitantes de Doñihue, reunidos en la parroquia, solicitaron al presidente Federico Errázuriz Zañartu que creara la Villa de Doñihue, lo que se hizo mediante la promulgación de un decreto fechado el 27 de junio de 1873.
Francisco Astaburoaga en 1899 en su Diccionario Geográfico de la República de Chile: 259  escribió sobre el lugar:

Doñihue.-—Villa del departamento de Rancagua, situada por los 34° 23' Lat. y 71° 02' Lon. y asentada á una altitud de 340 á 345 metros en la falda de cerros que cae suavemente en la ribera norte y próxima del río Cachapual. Dista 32 kilómetros hacia el SO. de su capital la ciudad de Rancagua, dejando casi á igual distancia al E. á Miranda y al O. á Idahue. Su asiento se divide en siete calles cortadas por otras tantas en ángulos rectos, y contienen una plaza, regular iglesia, tres escuelas gratuitas, oficinas de registro civil y correo, establecimientos de curtiduría, de destilación de aguardientes, &c., y una población de 2,107 habitantes con los del contorno. Es de antiguo origen, y en 27 de junio 1873 se le confirió el título de villa.

Años más tarde el geógrafo Luis Risopatrón describe a Doñihue como una ‘villa’ en su libro Diccionario Jeográfico de Chile en el año 1924:: 304 

Doñihue (Villa) 34° 13' 70° 59'. Dividida en siete calles, cortadas por otras tantas en ángulo recto, con servicios de correos, telégrafos, rejistro civil, escuelas públicas i estación de ferrocarril, se encuentra a 342 m de altitud, en las faldas de los cerros que caen suavemente en la ribera N i próxima del rio Cachapoal, a 21 kilómetros hacia el SW de la ciudad de Rancagua; se le concedió el título de villa por decreto de 27 de junio de 1873.

## Medio ambiente

### Geomorfología y componentes abióticos

Trazado simplificado de los ecosistemas y cuerpos de agua presentes en la comuna de Doñihue.

La comuna de Doñihue se encuentra emplazada en las unidades geomorfológicas de Cuenca de Rancagua y Cordillera de la costa; y presenta según la clasificación climática de Köppen clima mediterráneo de lluvia invernal (Csb) y clima mediterráneo de lluvia invernal de altura (Csb (h)). Esta además se halla en la cuenca hidrográfica de río Rapel. Además, la comuna posee diversos cuerpos de agua, entre los que se destacan el río Cachapoal.

### Componentes bióticos
Dentro del territorio de la comuna se pueden hallar los siguientes ecosistemas:
- Bosque caducifolio mediterráneo costero donde predominan Nothofagus macrocarpa y Ribes punctatum (Vulnerable)
- Bosque esclerófilo mediterráneo andino donde predominan Quillaja saponaria y Lithrea caustica (Vulnerable)
- Bosque esclerófilo mediterráneo costero donde predominan Cryptocarya alba y Peumus boldus (Vulnerable)

### Medidas de protección ambiental y conflictos socioambientales
Hasta 2022, la comuna de Doñihue cuenta con las siguientes zonas que cuentan con algún nivel de protección ambiental:
- Alhué (Paisaje de Conservación)[13]
- Cordón de Cantillana (Sitios Ley 19.300)[14]
- Cordillera de la costa Norte y Cocalán (Sitios Ley 19.300)[15]

## Demografía

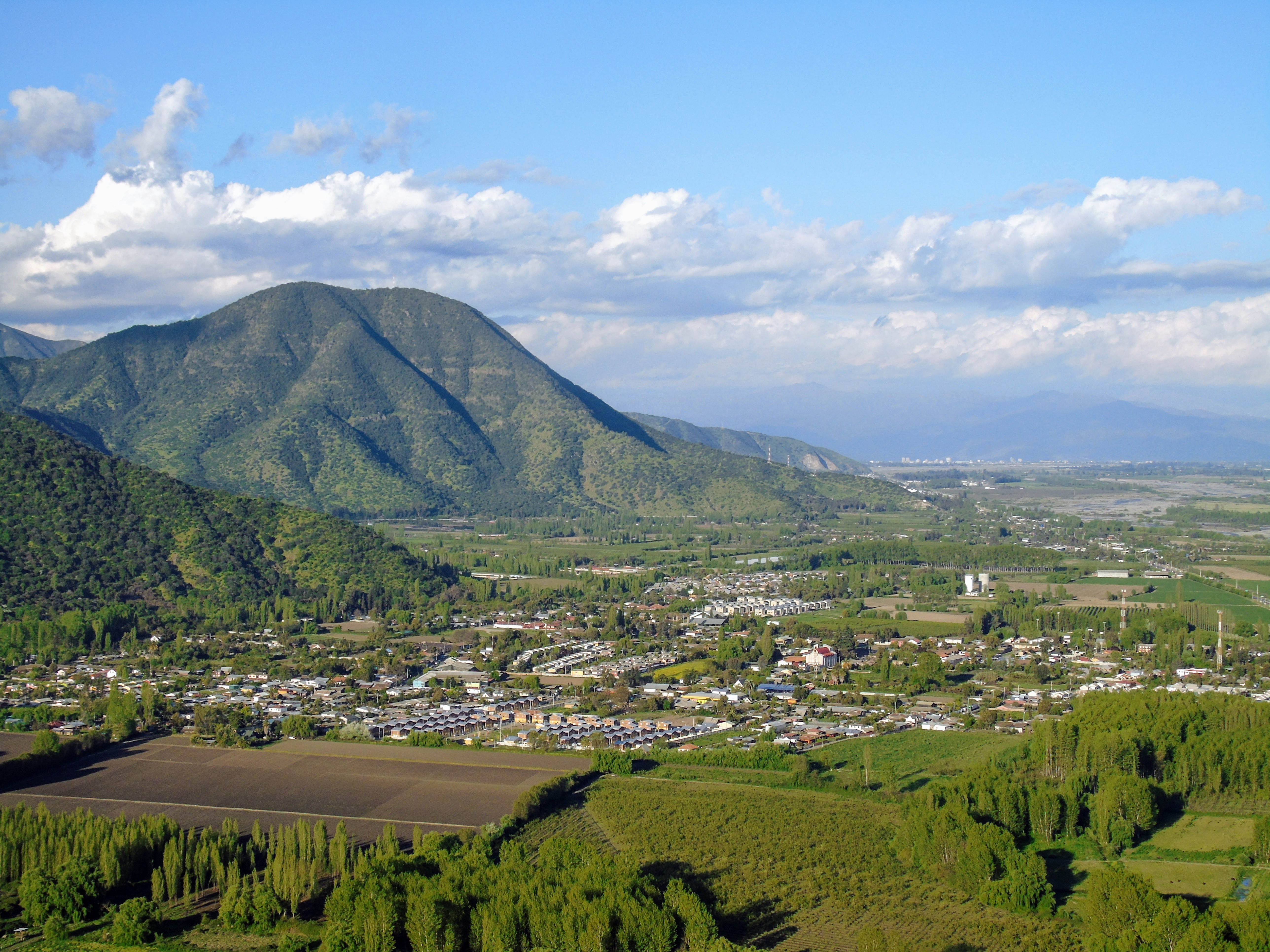
Doñihue desde el cerro Cólera

La comuna de Doñihue abarca una superficie de 78 km². Cuenta con una población estimada por el INE de 23 199 habitantes; en cuanto a la composición de género en la comuna, el 49.89 % de la población es femenina, mientras que el 50.11 % de la población comunal es masculina.
La comuna comprende las localidades de: Doñihue y Lo Miranda, esta última fundada por don Pedro de Miranda, encomendador español.

## Administración

### Municipalidad
La Ilustre Municipalidad de Doñihue es dirigida en el periodo 2024-2028 por el alcalde  Boris Acuña González  (Independientes - CANDIDATURA INDEPENDIENTE), quien preside el Concejo municipal compuesto por los siguientes concejales:
- Mario Pérez Pérez
- Paulo Morales Arriagada
- Pía Droguett Rojas
- Juan Pérez Riveros
- Katherine Aros González.
- Franco San Martín Carrasco

### Representación parlamentaria
Doñihue integra el distrito electoral n.º 15 y pertenece a la 8.ª circunscripción senatorial. De acuerdo a los resultados de las elecciones parlamentarias de Chile de 2021, Doñihue es representada en la Cámara de Diputados del Congreso Nacional por los siguientes diputados en el periodo 2022-2026:
Renovación Nacional (1)
- Diego Schalper Sepúlveda

UDI (1)
- Natalia Romero Talguia (Ind/UDI)

PPD (1)
- Raúl Soto Mardones

CS (1)
- Marcela Riquelme (Ind/CS)

A su vez, en el Senado la representan Javier Macaya Danús (UDI), Juan Luis Castro González (PS) y Alejandra Sepúlveda Orbenes (FRVS) en el periodo 2022-2030.

## Servicios públicos

### Educación
Esta comuna cuenta con colegios públicos y privados dentro de su jurisdicción. Uno de los recintos educacionales más grandes de Doñihue es la Escuela Laura Matus la cual es una, antes llamada Escuela E-66, que se origina de la fusión de las escuelas 28 de mujeres y 27 de hombres. También pertenecen a esta comuna las escuelas municipales y particulares subvencionadas:
- En Doñihue
  - "Colegio Julio Silva Lazo", una de las escuelas rurales de la Sexta Región de más altos puntajes en la prueba de medición externa SIMCE
  - "Colegio Inglés Alberto Hurtado Cruchaga"
  - "Liceo Claudio Arrau León", que es el centro de enseñanza media (secundaria) más importante de la comuna.
- En Lo Miranda
  - " Escuela Lo Miranda"
  - " Colegio República de Chile", es el colegio más antiguo de la comuna.
  - " Colegio La Isla", es la escuela con la mejor calidad de infraestructura y la única de la comuna con un sello totalmente deportivo.
  - " Colegio Los Cipreses", uno de los mejores colegios particulares subvencionados del país en los resultados de mediciones externas SIMCE y PSU

## Cultura

### Tradiciones

#### Chamanto de Doñihue

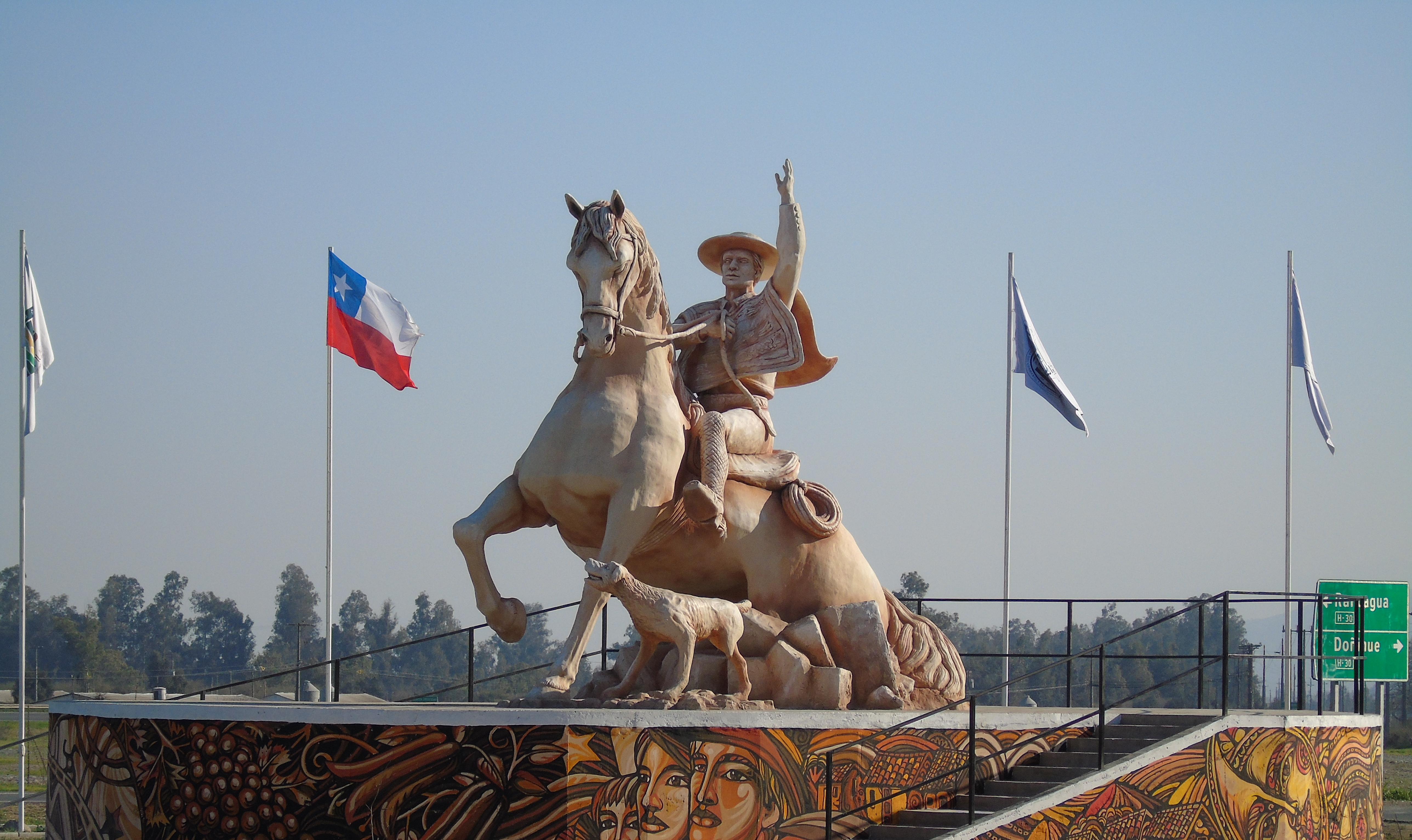
Monumento entrada de Lo Miranda ubicado en la comuna de Doñihue.

Doñihue es un pueblo lleno de tradiciones, como por ejemplo las chamanteras, personas dedicadas a la confección de prendas de vestir (chamantos), que usan los personajes típicos de Chile, los huasos. Cada chamanto tiene un tiempo de confección de al menos 6 meses. Los chamantos de Doñihue fueron utilizados por los líderes que participaron en el encuentro de la APEC realizado en Chile en el año 2004. El año 2007 las chamanteras de Doñihue recibieron el Premio a lo Chileno por su destacada colaboración en el patrimonio cultural de Chile.
Se puede decir, por lo expuesto, que Doñihue es la cuna del chamanto, la comuna del quehacer artesanal, lo que se quiso reflejar, además, en el escudo que hoy conocemos y que fuera creado en 1982 por Héctor González Luz, exdocente de la extinta Universidad Educares, Sede Rancagua.

#### Fiesta del Chacolí

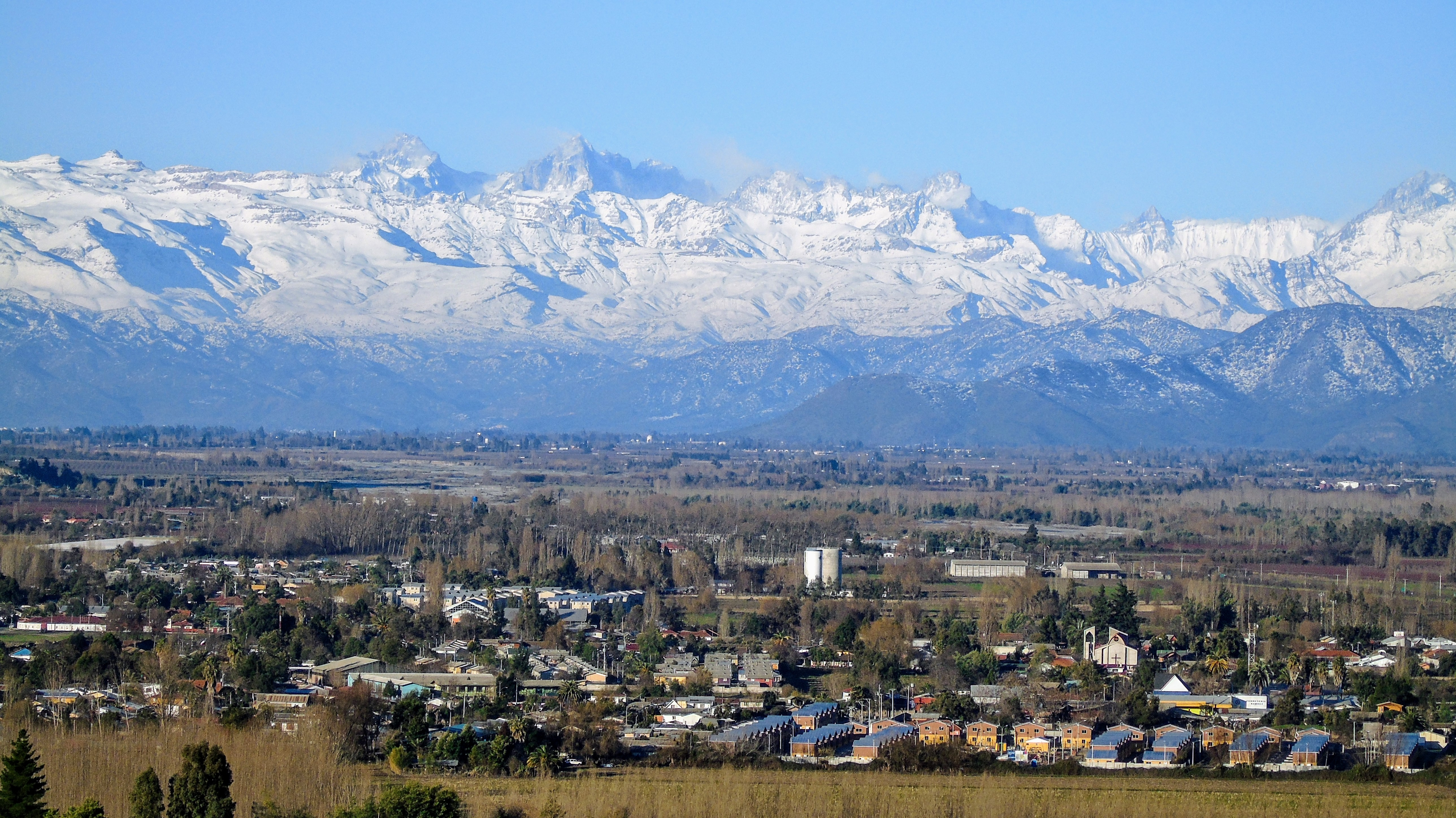
Doñihue en invierno

La Fiesta del Chacolí, se creó por iniciativa de Aquiles Carrasco Díaz, exalcalde de la comuna, y se realizó por primera vez el 27 de junio de 1975. Originalmente, se visitaba a las personas que fabricaban el chacolí y cuyas casas eran con grandes jardines y bodegas, característica que hacía más atractiva la visita a esos lugares. Desde la Municipalidad partía el bus escolar. En el bus iba el Conjunto Folclórico Magisterio de Rancagua, que dirigía don Leonardo Sandoval Veas, quienes al llegar a la casa visitada cantaban sus temas. En cada casa, las autoridades (encabezadas por el Intendente, Gobernador, Prefecto de Carabineros, Juez de Letras, entre otros) eran atendidas en las mismas bodegas y se les servía chacolí (no navegado) en mates grandes, mistelas, tragos caseros en general, sopaipillas, picarones, empanadas, etc. El itinerario de las casas visitadas fue el siguiente: Partida: desde el Municipio, casa de Sra. Isabel Escobar de Segovia, cuya familia era chamantera (Camarico), Casa de Señora Irene Miranda Viuda de Ramírez, casa de Don Juan Carrasco, (por Avda. Rancagua), casa de Sra. Carmen Miranda, (Rinconada de Doñihue), casa de Papá de don José Manuel Soto Silva (Chuchunco), casa del fallecido Miranda (Hermano del abogado Sergio Miranda), en California, para finalizar en la parroquia de Doñihue, donde los esperaba el Padre Salvador Moreno, Cura Párroco, con un asado y chacolí. En el momento que llegaban las autoridades, el Padre Moreno hacía repicar las campanas como un saludo al pueblo de Doñihue y las autoridades que le visitaban en el aniversario de la Comuna. Lo que se describe antes sólo sucedió el primer año y duró sólo un día, lo que se conoció como el Día del Chacolí. Posteriormente, y ante el malestar de los vecinos que no fueron invitados a recorrer las bodegas de chacolí junto a las autoridades regionales, Don Aquiles invita a todas las instituciones comunales para que, juntos, organizaran la Fiesta del Chacolí, lo que se hizo por primera vez con ranchos en la plaza de Doñihue el 27 de junio de 1976. En el caso de los ranchos que se presentaron en la plaza, se buscó replicar las bodegas visitadas, las que eran ornamentadas con tranzas de ajos, calabazas, entre otros productos propios de la zona. En otra ocasión la fecha de realización coincidió con el Campeonato Nacional de Cueca que se celebraba en Rancagua, y fue posible traer a Doñihue a las parejas cuequeras representantes de cada región, lo que se complementó con la venida de varios conjuntos folclóricos de la zona, los que también fueron invitados por Don Leonardo Sandoval. Posteriormente y, según las circunstancias, se fueron trasladando a diversos lugares de la comuna como son: Escuela Laura Matus, Cancha del antiguo Centro comunitario, Terreno de los Iligaray, para, actualmente, hacerlos en el gimnasio municipal tal como hoy conocemos la Fiesta del Chacolí. El objetivo de don Aquiles Carrasco fue destacar algo que siempre se conoció en la Comuna, como lo fue el chacolí y al que nunca se le había dado importancia, para, con ello, atraer visitantes y crear, sin querer, una tradición que aún perdura.

### Lugares de interés

#### Parroquia de Doñihue

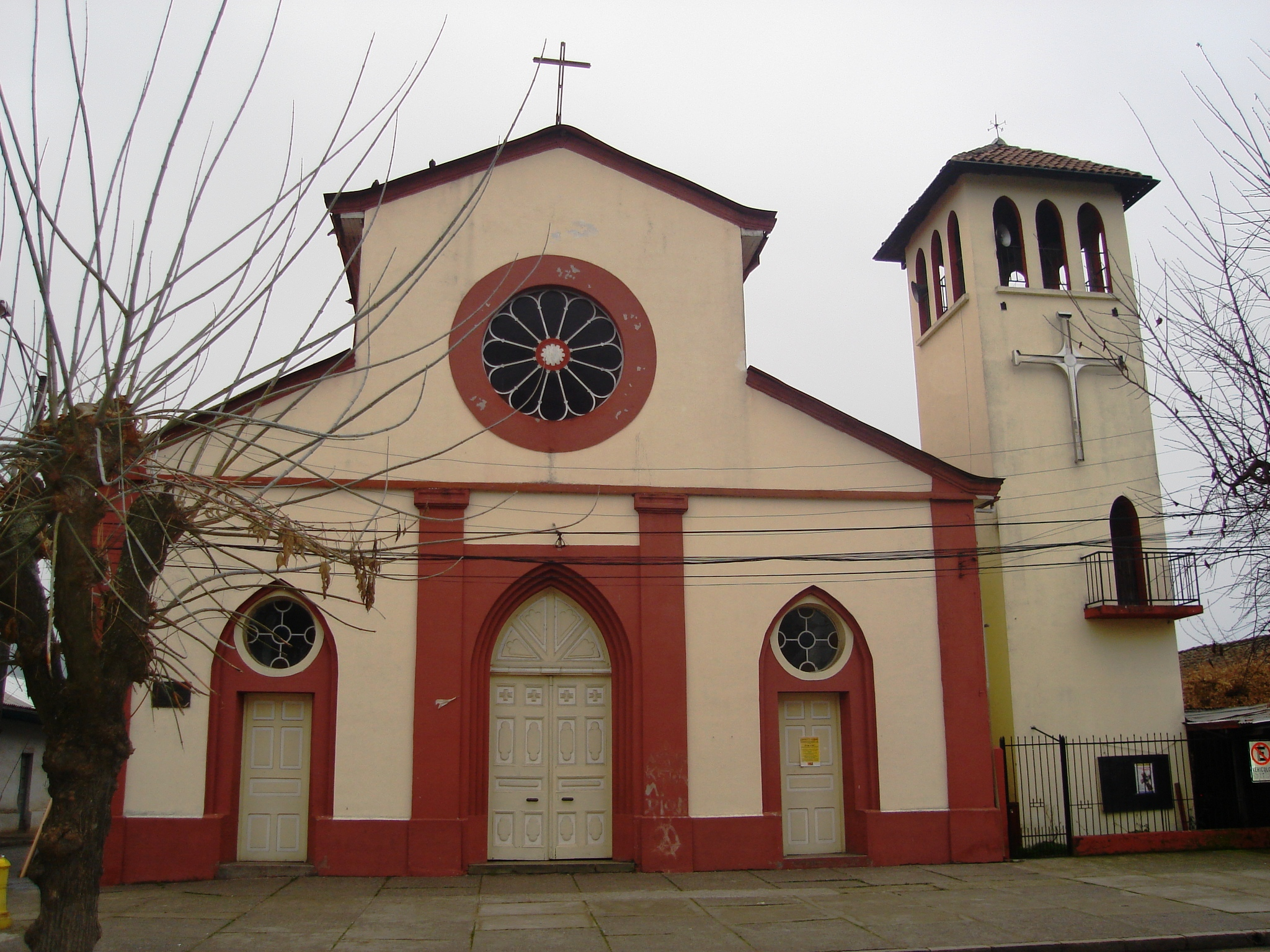
Parroquia de Nuestra de Señora de La Merced de Doñihue en 2007.

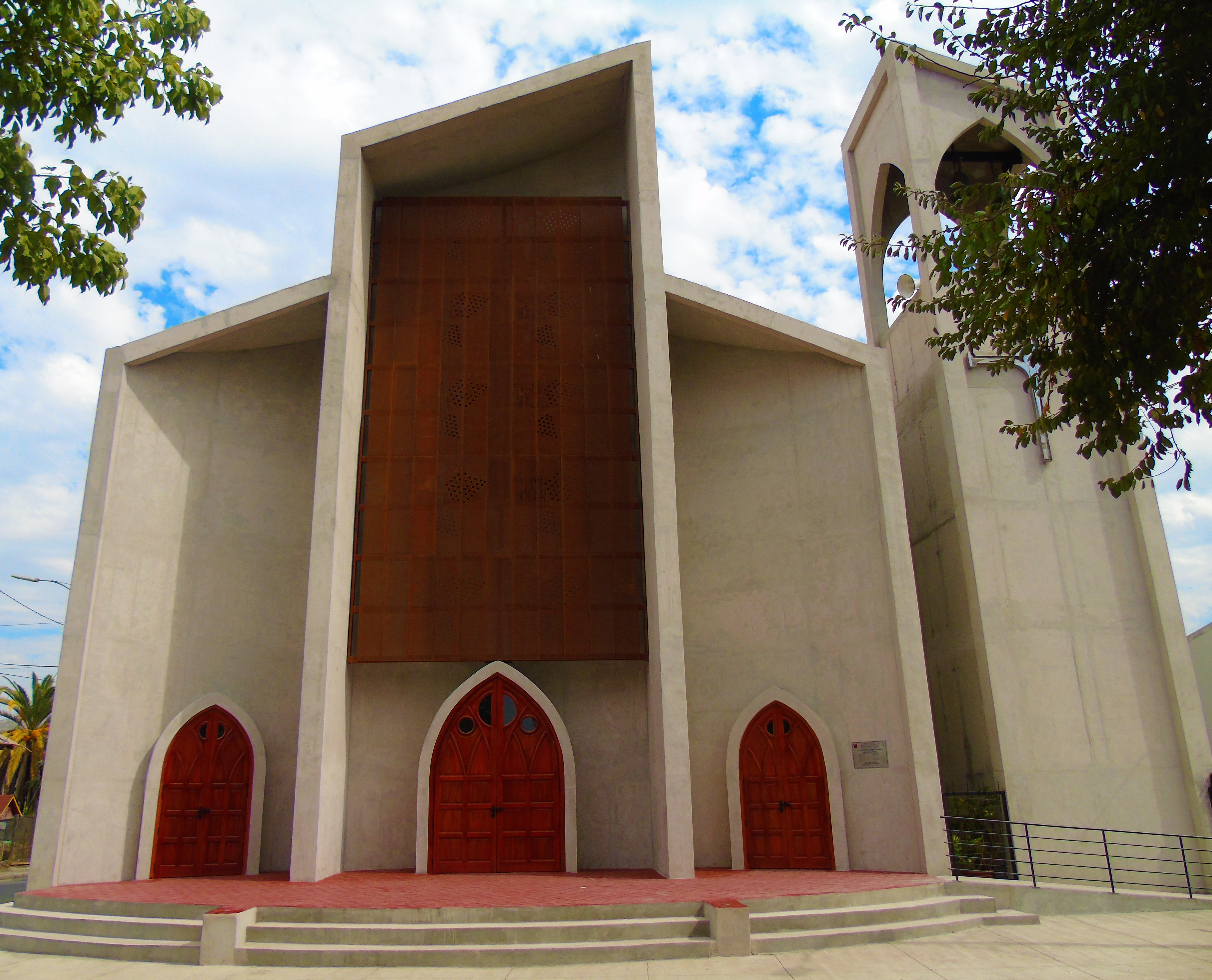
Iglesia de Doñihue

La parroquia de Nuestra de Señora de La Merced de Doñihue fue erigida canónicamente en el año 1824, desmembrándose de la Doctrina de Rancagua. La construcción del actual templo se inició después del año 1906, pues producto del terremoto de Valparaíso, el antiguo templo fue destruido. La imagen de la Virgen de La Merced es de madera y yeso, sólo el rostro y las manos se conservaron después del aludido terremoto; ésta fue traída por misioneros mercedarios desde España. La construcción se terminó en el año 1924 para el centenario de la parroquia.
en el terremoto del 27 de febrero de 2010, se destruye la parroquia de La Merced de Doñihue, por lo que queda clausurada durante 6 años. con la llegada del nuevo alcalde de la comuna don Boris Acuña González, se presenta el proyecto al gobierno regional de reconstrucción de la parroquia, por lo que este alcalde alcanza a conseguir una suma de 1800 millones de pesos aproximados, en donde hoy hay construida una nueva parroquia.
En la visita del papa Juan Pablo II a Chile en el año 1987, Doñihue le obsequió con una casulla tejida a telar, artesanía característica de Doñihue. Sufrió daños de consideración con el terremoto de 2010, por lo cual fue reconstruida. Un nuevo Templo fue inaugurado en 2017, luego de aproximadamente 1 año de construcción. Los fondos monetarios fueron otorgados por el Consejo Regional de O'Higgins y ascendieron aproximadamente a 2 millones de dólares estadounidenses.
Actualmente la parroquia tiene varias comunidades, entre ellas: Nuestra Señora del Carmen de Cerrillos, Santa Teresa de Los Andes de California, Nuestra Señora del Carmen de Rinconada de Doñihue, Tres Esquinas, Nuestra Señora de Lourdes de Camarico, San Francisco de Lo de Cuevas, Quimávida, Los Bronces, Vista Hermosa, Hijuela del Medio, El Molino, San Alberto Hurtado de El Álamo y San Juan de Cerrillos.

## Deportes

### Fútbol
La comuna de Doñihue ha tenido a dos clubes participando en los Campeonatos Nacionales de Fútbol en Chile, uno perteneciente a la localidad de Lo Miranda y el otro a la ya mencionada Doñihue.
- Cultural Doñihue (tercera división 1981-1990).
- Súper Lo Miranda (segunda división 1984-1985). (tercera división 1981-1983).

## Personas destacadas
- Pedro de las Cuevas y Guzmán, hacendado y terrateniente, fundador de la raza "Cuevana" de caballos chilenos.
- Bernardo de las Cuevas y Ladrón de Guevara, Oficial del Ejército de Chile y héroe de la batalla de Rancagua.